# Чеботару Андрій Миколайович

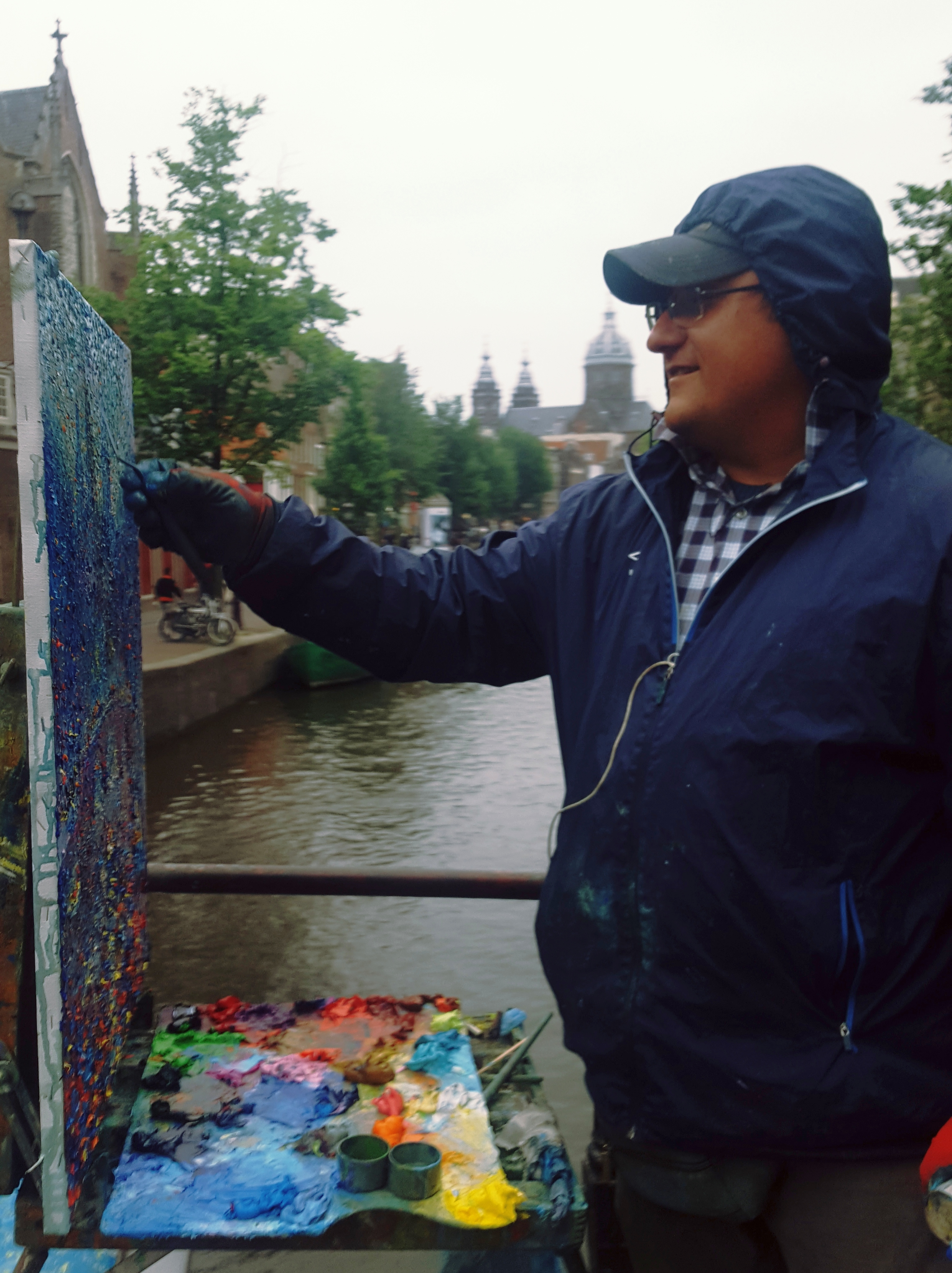
Андрій Чеботару

Андрій Миколайович Чеботару (нар. 23 грудня 1984, Севастополь, УРСР) — український художник; майстер пленерного живопису. Член Національної спілки художників України.

## Життєпис
Народився в Севастополі, в родині художників. З раннього віку він виявляв інтерес до мистецтва і малювання. Натхнення йому часто давала краса рідного міста і навколишньої природи. Батько, мати і брат Олексій — всі талановиті митці. Андрій більше 12 років вивчав мистецтво в університетах, інститутах, майстернях та училищах. Подорожував по всій Європі. Він знаходив мальовничі місця, де великі художники Пікассо, Моне, Мане, Сезан писали свої пейзажі, і також створював свої картини на цих самих місцях з такими ж пейзажами.
Закінчив Інкерманську художню школу та Кримське художнє училище імені М. С. Самокиша (викладач — Григор'єв В. І.). Також навчався в пейзажній майстерні Національної академії образотворчого мистецтва і архітектури.
Брав участь у різноманітних пленерах, виставках (українських та міжнародних), також мав і персональні виставки, зокрема в Україні (Київ, Івано-Франківськ, Кіровоград, Сімферополь, Дніпропетровськ, Севастополь, Житомир, Одеса, Львів, Закарпаття), Франції, Росії, ОАЕ, Китаї, Чорногорії, Італії, Нідерландах, Іспанії, Хорватії та ін. Він часто працює на пленері, створюючи картини безпосередньо на природі, щоб зловити мить і передати її на полотні. Його стиль можна охарактеризувати як сучасний імпресіонізм. У картинах Андрія часто можна побачити гру світла і тіні, що надає його роботам глибину і емоційність, внутрішні почуття і переживання.
Нині роботи художника зберігаються в музеях та приватних колекціях України, Європи, США, Азії.
Живе і працює в Києві.